# Mile Krajina
Mile Krajina (Zasiok, 15. studenoga 1923. – Osijek, 13. listopada 2014.), hrvatski guslar i pučki pjesnik, kemijski tehničar i bivši vojni ordinanc. Iz sela je Zasioka u Cetinskoj krajini. Jedan je od najpoznatijih hrvatskih guslara.

## Životopis

### Mladost
Rodio se je 1923. u Zasioku, selu Cetinske krajine. U rodnom selu završio je osnovnu školu. U Drugom svjetskom ratu bio je mobiliziran u domobranstvo. Tek pukim slučajem uspio ga je odvući od od puta koji je vodio s Bleiburga. Godine je 1946. kao ekonomski migrant otišao u Osijek. Ondje je završio srednju Tehničku školu kemijskog smjera. Bio je prva generacija koja je završila taj smjer. Zaposlio se je u Saponiji. U 55. je otišao u prijevremenu invalidsku mirovinu.

### Guslarska karijera
Guslario je od 12. godine, a pjesme je pisao od 18. godine. I nakon odlaska u mirovinu svirao je gusle. Zdravstveni problemi nisu ga nikada smetali u sviranju gusala. Pjesme je pisao rukom i nikad se nije služio računalom. Posljednju je pjesmu napisao dan prije nego što je umro, ali nije ju odguslao.
Nema nikakvo formalno glazbeno obrazovanje. Nastupao je diljem hrvatskih krajeva i u hrvatskom iseljeništvu. Nastupao je više puta u više europskih država, u manjem dijelu Azije, većem dijelu Australije, sedam država Amerike i sedam gradova Kanade. I u svojoj trećoj životnoj dobi rado je putuvao i obilazio tradicionalna okupljanja poput Olimpijade starih športova u Brođancima, Bikijadu u Radošiću, Thompsonovu veselicu u Čavoglavama, Gospu Sinjsku, a desetljećima je neizostavan gost Splitskog ljeta,
Đakovački vezovi, Dani Alke i Velike Gospe, Vinkovačke jeseni i dr.  Rođen je kao sedmo od devetoro djece svojih roditelja, a nadživio je svu braću i sestre. Bio je iznimno vitalan. Do pred smrt umješno je upravljao biciklom.
Bio je veliki hrvatski domoljub. Ponosito je nastupao u narodnoj nošnji rodne Cetinske krajine. Malo je poznato da je bio stjegonošom banske zastave 30. svibnja 1990. na Trgu bana Josipa Jelačića u Zagrebu na obilježavanju prvog hrvatskog Dana državnosti, ispred predsjednika Franje Tuđmana, kardinala Franje Kuharića i saborskih zastupnika.

### Smrt
Umro je nakon kratke bolesti u Osijeku u 91. godini života.

## Knjige
Objavio je šest knjiga guslarskih pjesama (u desetercu) i 15 nosača zvuka (albumi guslarske glazbe).
Izbor iz djela:
- Guslarske pjesme i pjesnički zapisi, 1987. (2 izdanja)
- Hrvatske guslarske pjesme
- Vukovare, hrvatski viteže, Zrinski; Zagreb, 1994. ISBN 953-155-009-3
- Hrvatske pobjede, Zrinski; Zagreb, 1998. ISBN 953-155-041-7
- Hrvatski vitezovi, prijatelji i događaji, Zagreb, 2001.

## Vanjske poveznice
- Nazor, Ante. 1988. Recenzije i prikazi. Mile Krajina, Guslarske pjesme i pjesnički zapisi, RO "Zrinski" TIZ Čakovec, Osijek 1986, 142 str. Narodna umjetnost: hrvatski časopis za etnologiju i folkloristiku. 25 (1)